# ZAZ (automóviles)
ZAZ o la Fábrica de Automóviles de Zaporiyia (en ucraniano: ЗАЗ/Запорізький автомобілебудівельний завод,Zaporiz'kyi avtomobilebudivnyi zavod, o Zaporiz'kyi avtozavod) es el principal fabricante de automóviles de Ucrania, ubicada en la ciudad de Zaporiyia. También produce autobuses y camiones y es más conocida como fabricante soviética de automóviles, por su anterior casa matriz, redenominada AvtoZAZ.

## Historia

### De A. J. Koop a Kommunar
La compañía que se convirtió en ZAZ se desarrolló a partir de cuatro negocios fundados por el empresario alemán Abraham J. Koop para la fabricación de maquinaria agrícola. La fábrica había sido construida por el industrial menonita local Abraham J. Koop en 1863. Produjo piezas de hierro para los molinos de viento, segadores, trilladoras y arados. 

### 1918 - 1991

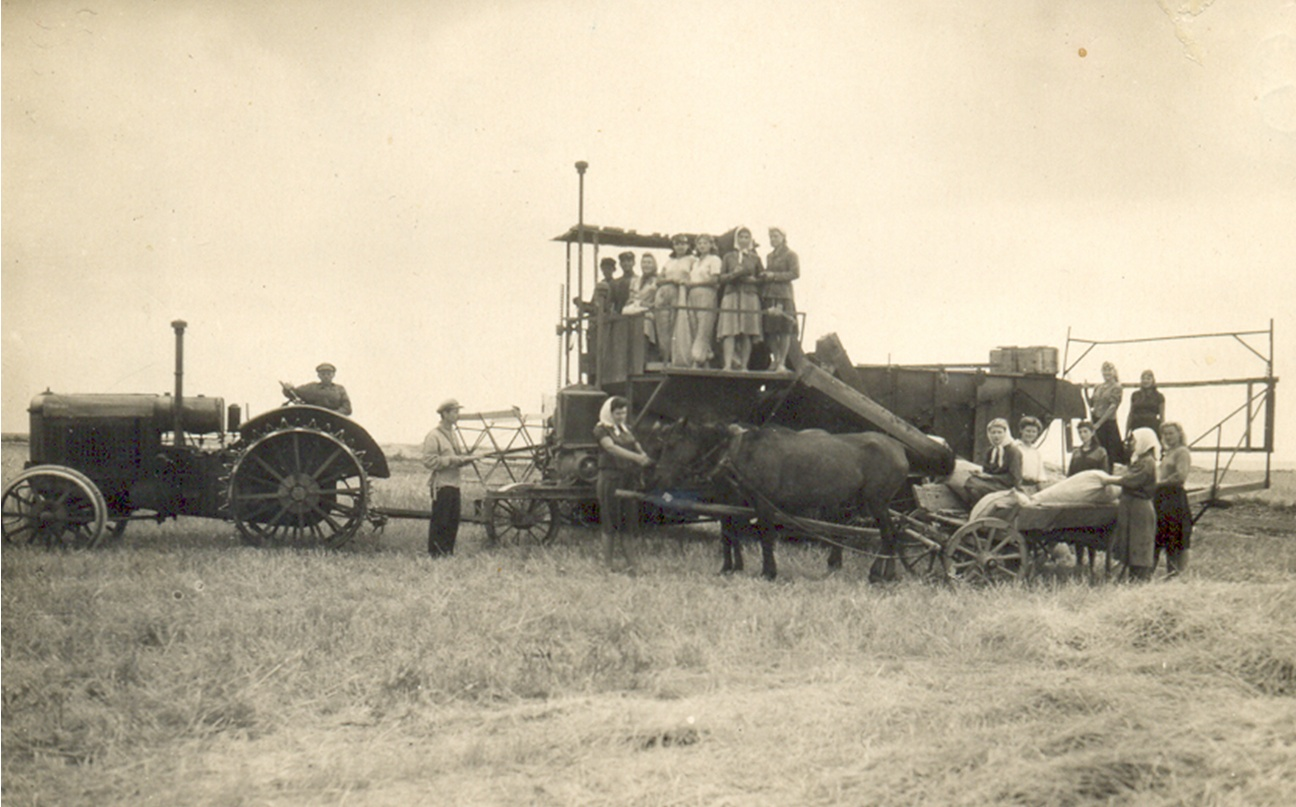
Cosechadora de Kommunar

Durante la guerra civil la fábrica sufrió daños, pero tras el fin de las hostilidades se inició su restauración.
Después de la nacionalización, la fábrica pasó a ser una empresa estatal y en 1921 recibió un nuevo nombre - Kommunar.
Durante la industrialización en 1929-1940, la planta recibió nuevos equipos y fue ampliada.
Sus primeras cosechadoras aparecieron en 1929. En 1930, Kommunar comenzó a producir la primera cosechadora soviética Kommunar, que se basaba en la cosechadora hípica estadounidense Holt Caterpillar. La producción de la cosechadora permitió a la Unión Soviética cesar la importación de cosechadores del exterior.
Durante la Gran Guerra Patria, entre el 4 de octubre de 1941 y el 14 de octubre de 1943, la ciudad fue ocupada por tropas del Eje. Durante la retirada, las tropas alemanas destruyeron completamente esta planta.
En 1944-1947 la fábrica fue restaurada y comenzó a producir cosechadoras, segadoras y otras máquinas para la agricultura.
El diseño de un automóvil accesible al público, y uno en parte tomando el lugar del Moskvitch 401 que pronto se descontinuará, comenzó en 1956. Siguiendo la tendencia creciente de los autos pequeños (que representan entre el 25% y el 40% de todas las ventas de automóviles en Europa), el ministro a cargo de Minavtroprom (el ministerio automotriz soviético) seleccionó el nuevo Fiat 600 como modelo a seguir. El primer prototipo, el MZMA 444, apareció en octubre de 1957. Estaba propulsado por un motor MD-65 plano de dos cilindros provisto por la fábrica de motocicletas Irbitskyi, que era "totalmente inadecuado": producía solo 17.5 hp (13.0 kW; 17.7 PS) y duraba solo 30,000 km (19,000 mi) entre los principales revisiones generales Como resultado, se inició la búsqueda de otro motor, y el éxito del motor bóxer 4 cilindros opuestos refrigerados por aire de VW Type 1 condujo a una preferencia por un motor refrigerado por aire, que NAMI (el Instituto Nacional del Automóvil) tenía en el tablero de dibujo. Minavtroprom, sin embargo, prefería un motor V4 de 23 hp (17 kW; 23 PS) 746 cc (45.5 cu), el NAMI-G, que tenía la ventaja adicional de ser desarrollado para el LuAZ-967.
El nuevo auto fue aprobado para producción el 28 de noviembre de 1958, el nombre cambia a ZAZ (Zaporizhia Automobile Building Plant) para reflejar el nuevo perfil. La fábrica de Zaporizhia fue complementada con la Fábrica de Construcción de Diesel Mikoyan en Melitopol, que era parte de Soyuzdiesel combinat.
El primer automóvil, apodado el Zaporozhets ZAZ-965, fue entregado el 12 de junio de 1959, fue aprobado el 25 de julio de 1960, y entró en producción el 25 de octubre de 1960.
En 1963, la planta recibió la Orden de la Bandera Roja del Trabajo.
En 1971, la planta produjo tres modelos de automóviles (ZAZ-966, ZAZ-966V, ZAZ-968).
En 1975, la fábrica se consolidó en el holding AvtoZAZ, que se transformó en sociedad anónima en la década de 1990. En 1986, ZAZ junto con Comau instalaron un nuevo complejo de producción. La fábrica de piezas de automóviles Illichivsk (IZAA) en uno de los mayores puertos marítimos de carga en el Mar Negro en Illichivsk se convirtió en parte de la explotación de AutoZAZ. 
En noviembre de 1987 comenzó la producción del modelo ZAZ-1102 Tavria. En 1989 se conoció el desarrollo de nuevos modelos basados en el Tavria: el ZAZ-1105 de cinco puertas y el automóvil tipo "Kombi". En octubre de 1989 se produce el vehículo N.º 3.000.000 en su planta principal de producción.

### en Ucrania
El 1 de junio de 1994, la fábrica dejó de producir su modelo 968M.
Cuando se formó la empresa conjunta AvtoZAZ-Daewoo con Daewoo Motors en 1998, ZAZ se asignó a la nueva compañía como una participación del 50% en nombre de AvtoZAZ. Daewoo Motors realizó grandes inversiones y estableció la producción de sus propios modelos, manteniendo y modernizando la marca nativa ZAZ. Los kits de CKD de Daewoo Lanos, Daewoo Nubira y Daewoo Leganza comenzaron a ensamblarse el mismo año en Chornomorsk; al mismo tiempo, se inició el ensamblaje CKD de varios modelos VAZ antiguos.
Tras la quiebra de Daewoo Motors en 2001, la corporación UkrAVTO compró AvtoZAZ holding en 2002. Todas las instalaciones de fabricación de AvtoZAZ (en particular, la planta de ensamblaje MeMZ y Illichivsk) se reincorporaron a ZAZ. La compañía incluso adoptó un nuevo logotipo. La participación de Daewoo en la empresa conjunta fue adquirida por la empresa suiza Hirsch & CIE en 2003.
A finales de 2004 se inició la producción a gran escala de ZAZ Lanos completamente nacional (T150), ahora que los kits CKD de Lanos ya no se suministran. En 2006, ZAZ llegó a un acuerdo con el fabricante chino Chery Automobile para ensamblar turismos de los kits y desde 2011 comenzó la producción a gran escala del Chery A13 bajo su propia insignia como ZAZ Forza. El mismo año, la producción del Chevrolet Aveo (T250) se trasladó de la fábrica de automóviles FSO a ZAZ.
Por decreto del Presidente de Ucrania, los empleados de CJSC "ZAZ" fueron recompensados con los premios estatales de Ucrania en 2009.
En el primer semestre de 2012, ZAZ fabricó 20.060 vehículos, un 30% menos que en el mismo período de 2011. En 2012, Zaporizhia Automobile Building Plant comenzó la producción en serie a gran escala del nuevo modelo de automóvil, el ZAZ Vida.

### ZAZ y su reputación

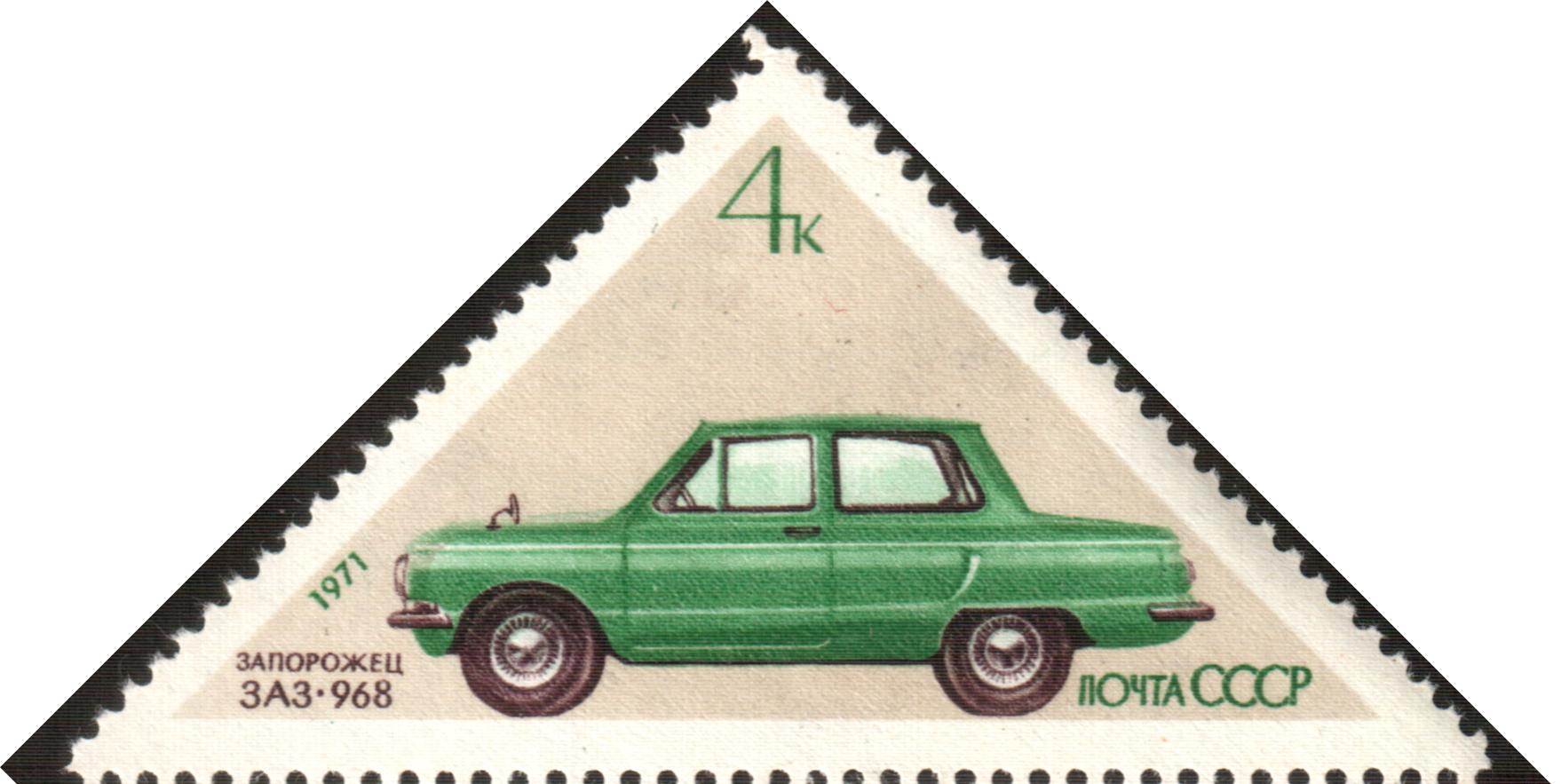
Sello URSS 1971

Los productos de ZAZ nunca fueron tenidos en gran estima por los ciudadanos soviéticos. De hecho, la misión original de ZAZ era crear un "automóvil del pueblo", casi como la misión inicial de Volkswagen. En mayo de 2009, ZAZ ganó la licitación internacional para la producción de vehículos para veteranos y personas discapacitadas de Azerbaiyán.

## Modelos

### Productos de propia manufactura[5]
- ZAZ-965 Zaporozhets (1960–1969)
- ZAZ-966 Zaporozhets (1967–1972)
- ZAZ-968 Zaporozhets (1972–1994)
- ZAZ-1102 Tavria (1987–1997)
- ZAZ-1102 Tavria Nova (1998–2007)
- ZAZ-1105 Dana (1994–1997)
- ZAZ-11055 Pick-up (1998–2011)
- ZAZ-1103 Slavuta (1998–2011)
- ZAZ Lanos (también conocido como ZAZ Chance y/o Chevrolet Lanos en el mercado ruso) (2005–presente)[6]
- ZAZ Sens  (también conocido como ZAZ Chance 1.4 en el mercado ruso) (2005–presente)
- ZAZ Lanos Pick-up (2005–presente)
- ZAZ Forza  (también conocido como Chery Fulwin/Chery Muy en el mercado ruso) (2010–presente)
- ZAZ Vida (2012–presente)[7][8]

### Modelos de coches ensamblados

#### Actualmente en producción en la Planta de Autopartes de Illichivsk[9][10]
- Chevrolet Aveo (2004–desconocido)

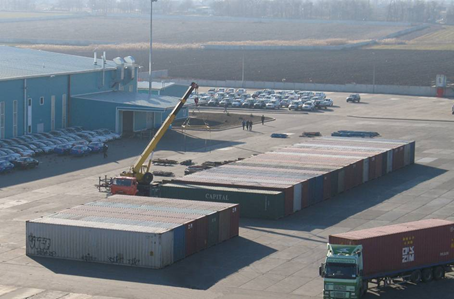
Vista aérea de las instalaciones de IZAA.

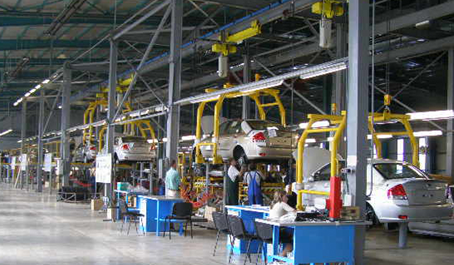
Kia Cerato ensamblado en las líneas de IZAA.

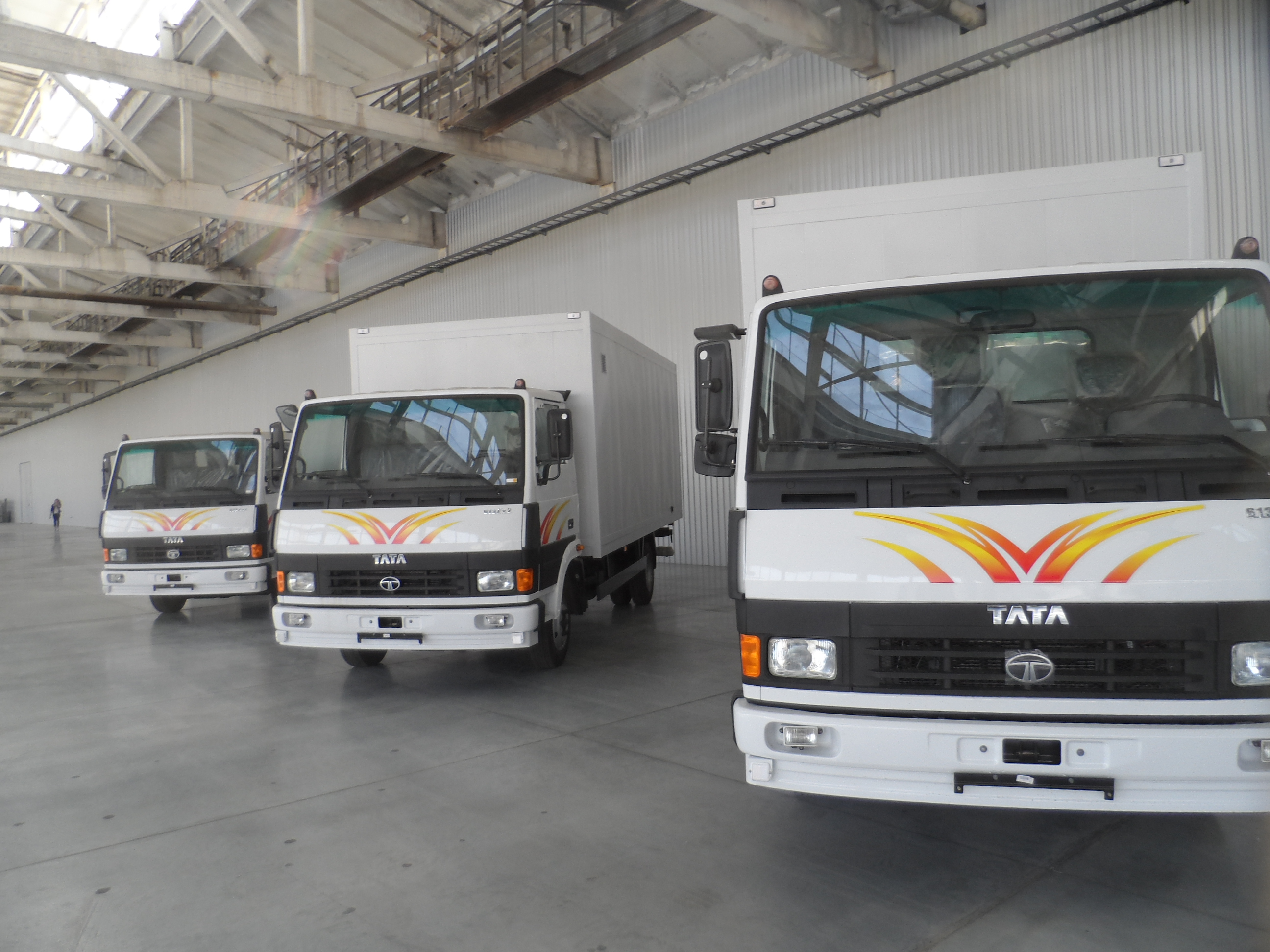
Camión Tata LPT-613 ensamblado en la Planta de Motores de Melítopol.

- Chevrolet Aveo 2 (2006–desconocido)
- Chevrolet Captiva (2005–desconocido)
- Chevrolet Epica (2005–desconocido)
- Chevrolet Evanda (2005–desconocido)[11]
- Chevrolet Lacetti (2003–desconocido) (modelo J200)
- Chrysler 300 (2009–desconocido)[cita requerida]
- Daewoo Lanos (1998–2005) (modelo T100)
- Daewoo Sens (2002–2005)
- Daewoo Nubira (1998–2001)
- Daewoo Leganza (1998–2001)
- Daewoo Tacuma (2005–desconocido)
- Kia Cerato (Años desconocidos)
- Kia Magentis (Años desconocidos)
- Kia Mohave (Años desconocidos)
- Kia Picanto (Años desconocidos)
- Kia Rio (Años desconocidos)
- Kia Sorento (Años desconocidos)
- ZAZ-Un07Un yo-Furgoneta (2005-2014)
- ZAZ-Un10C yo-Furgoneta (2008-2014)

#### Actualmente en producción en la Planta de Vehículos de Zaporizhia[9][10]
- Chery Amulet (2005-desconocido)
- Dacia Solenza (2003)
- Kia Cee'd (2009–2010)
- Kia Sportage (2009–presente)
- Lada 21093 (2005–2012)
- Lada 21099 (2005–2012)
- Opel Astra (2003–desconocido)
- Opel Vectra (2003–desconocido)
- Opel Corsa (2003–desconocido)
- Opel Combo (2003–desconocido)
- Mercedes-Benz E-Clase (2002–2006)[12]
- Mercedes-Benz M-Clase (2002–2006)[12]

#### Actualmente en producción en la Planta de Motores de Melitopol
- ZAZ-Un07Un yo-Furgoneta (2014–presente)
- ZAZ-Un10C yo-Furgoneta (2014–presente)
- Tata LPT-613 (2014–presente)